# MAZ-5549
Der Lkw MAZ-5549 (russisch МАЗ-5549, deutsche Transkription eigentlich MAS-5549) ist ein Lkw-Typ des sowjetischen Fahrzeugherstellers Minski Awtomobilny Sawod, der ab 1977 in Serie gebaut wurde. Es handelt sich bei dem Fahrzeug um die Kipperversion des MAZ-5335.

## Beschreibung

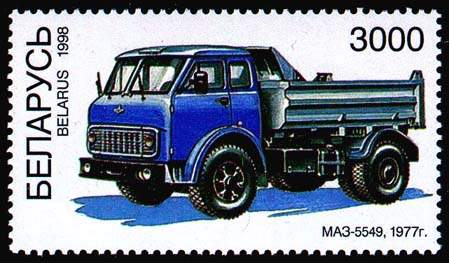
MAZ-5549 von 1977 auf einer belarussischen Briefmarke

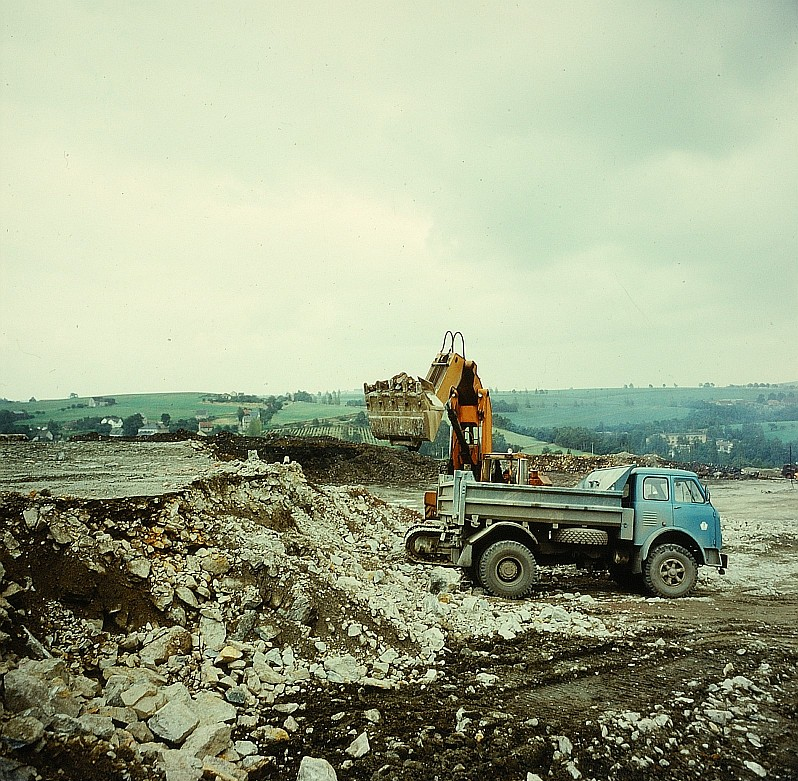
Ein MAZ-5549 beim Beladen in Freiberg (1981)

Im Jahr 1977 wurde die Produktion der Lastwagenfamilie um den MAZ-500 zugunsten der neuen Fahrzeuge auf Grundlage des MAZ-5335 eingestellt. Dies brachte es mit sich, dass auch ein neuer Kipper produziert wurde, der Nachfolger des MAZ-503. Entsprechend der seit 1966 gültigen Norm änderte man die Typennummern der Lastwagen vom alten dreistelligen hin zum vierstelligen System, das noch heute in Gebrauch ist.
Ansonsten gab es nur geringfügige Änderungen an der Konstruktion des Lastkraftwagens. Das Führerhaus erhielt geringe Änderungen am Kühlergrill und den Scheinwerfern. Die Kippmulde wurde mit Heckklappe geliefert und erhielt nun nur noch waagerechte Rippen an den Bordwänden. Beim Vorgänger hatte es auch Kippmulden mit senkrechten Streben gegeben. Das Leergewicht stieg um 125 Kilogramm an, die Nutzlast blieb unverändert. An der eingebauten Technik wie Motor und Getriebe änderte sich nichts. Wie bereits beim Vorgänger hatte der Kipper mit 3400 Millimeter einen kürzeren Radstand als die Grundversion.
Der stärker überarbeitete Nachfolger des Fahrzeugs, der MAZ-5551, ging bereits 1985 in die Serienfertigung. Trotzdem wurde die Produktion des MAZ-5549 erst 1990 eingestellt.

## Technische Daten
- Motor: V6-Viertakt-Dieselmotor
- Motortyp: JaMZ-236
- Leistung: 180 PS (132 kW)
- Hubraum: 11.150 cm³
- Verdichtung: 16,5:1
- Hub: 140 mm
- Bohrung: 130 mm
- Getriebe: mechanisch, 5 Vorwärtsgänge, ein Rückwärtsgang, erster Gang unsynchronisiert
- Kraftstoffverbrauch: 22 l/100 km
- Höchstgeschwindigkeit: 75 km/h
- Antriebsformel: 4×2
- Maximal befahrbare Steigung: 25°
- Maximal befahrbares Gefälle: 26°

Abmessungen und Gewichte
- Länge: 5785 mm
- Breite: 2500 mm
- Höhe: 2620 mm
- Inhalt Kippmulde: 5,7 m³
- Radstand: 3400 mm
- Spurweite hinten: 1865 mm
- Spurweite vorne: 1970 mm
- Bodenfreiheit: 270 mm
- Wendekreis: 15 m

- Nutzlast: 8000 kg
- Zulässiges Gesamtgewicht: 15.375 kg
- Leergewicht: 7225 kg